# 보르네오수염돼지
보르네오수염돼지 (Sus barbatus)는 멧돼지속 돼지의 일종이다. 가장 두드러진 특징은 수염이다. 꼬리에 술장식이 있기도 한다. 동남아시아의 수마트라섬과 보르네오섬, 말레이 반도 그리고 술루 제도의 여러 작은 섬에서 발견된다. 우림과 망그로브 숲에서 서식한다. 가족끼리 무리를 지어 생활한다. 18개월 이후에 새끼를 낳을 수 있으며, 멧돼지과의 다른 종들과 교잡이 가능하다.

## 아종
2종의 아종이 알려져 있다.
- S. b. barbatus - 원명아종
- 서부보르네오수염돼지 (S. b. oi)